# قسم جزين الريفي (مقاطعة بجستان)
قسم جزين الريفي (بالإنجليزية: Jazin Rural District)‏ هي منطقة ريفية تقع في إيران في قسم. يقدر عدد سكانها بـ 5,294 نسمة .